# درای‌آیش
شهر درای‌آیش در ایالت هسن در کشور آلمان واقع شده است.